# Joseph T. Ferguson
Joseph T. Ferguson (* 12. Mai 1892 in Shawnee, Ohio; † Oktober 1979) war ein US-amerikanischer Politiker (Demokratische Partei). Er bekleidete 18 Jahre lang den Posten als Auditor of State und 4 Jahre lang als Treasurer of State von Ohio. Sein Spitzname war Jumpin' Joe. Der Auditor of State von Ohio Thomas E. Ferguson war sein Sohn.

## Werdegang
Joseph T. Ferguson wurde 1892 im Perry County geboren. Über sein Privatleben ist nicht viel bekannt. Er kandidierte 1928 erfolglos für das Amt des Auditors of State von Ohio. Seine Kandidatur 1936 war erfolgreich. Er wurde dreimal infolge wiedergewählt. Bei seiner vierten Wiederwahlkandidatur 1952 erlitt er eine Niederlage. Ferguson bekleidete von 1937 bis 1953 den Posten als Auditor of State. Während dieser Zeit kandidierte er 1944 für die demokratische Nominierung für das Amt des Präsidenten der Vereinigten Staaten. Er nahm 1944, 1960 und 1972 als Delegierter an den Democratic National Conventions teil. 1950 kandidierte er für einen Sitz im US-Senat. Ferguson war zwischen 1959 und 1963 Treasurer of State von Ohio. Von 1971 bis 1975 bekleidete er dann wieder den Posten als Auditor of State von Ohio. Nach seinem Tod wurde er auf dem Saint Mary Cemetery in Lancaster (Ohio) beigesetzt.
Ferguson war Mitglied der Kolumbusritter, der Eagles, der Moose, der Grange und der Elks.